# Naturally 7

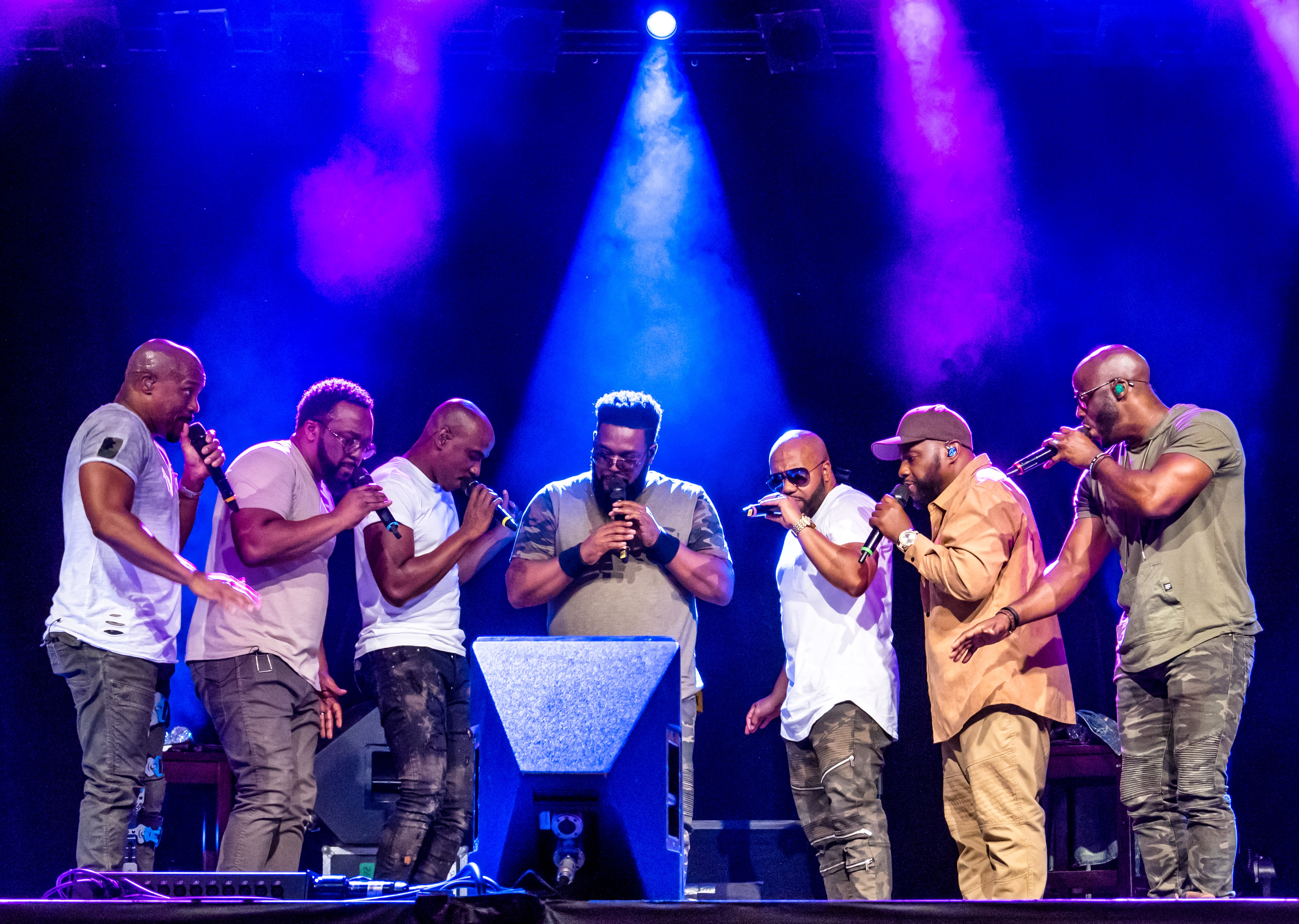
Naturally 7 auf dem ZMF in Freiburg 2018

Naturally 7 ist eine US-amerikanische A-cappella-Gruppe aus New York.

## Bandgeschichte
Als Rod 1999 anfing, eine Mundharmonika nachzumachen, wusste er nicht, dass dies der Anfang einer erfolgreichen Bandgeschichte werden würde. Beeindruckt von seiner Begabung kam Marcus als Bass hinzu. Schnell lernte jeder das Nachahmen einiger Instrumente und es entstanden erste rhythmische Lieder. Mit der Zeit schlossen sich noch fünf weitere Mundmusiker der Band an.
Bei einem Probeauftritt in Berlin spielte Naturally 7 zusammen mit Sarah Connor das erste Mal in Deutschland. Wenig später produzierte die Band mit ihr die Single Music Is the Key, die in Deutschland Platz eins der Charts erreichte.
2006 verließ Marcus Davis aus familiären Gründen die Band. Sein Nachfolger wurde Armand „Hops“ Hutton. Vier Jahre später entschied sich Jamal Reed ebenfalls, die Band zugunsten seiner Familie zu verlassen. Für ihn kam Napoleon „Polo“ Cummings in die Gruppe. Im Dezember 2014 und April 2015 verließen Hops und Polo ebenfalls die Band, um andere musikalische Projekte zu beginnen. Kelvin Mitchell „Kelz“ hatte seinen ersten Auftritt mit der Band im Dezember 2014 in Belfast, womit er Hops ersetzte. Lee Ricardo Cort „Ricky“, spielte sein erstes Konzert als Nachfolger von Polo im April 2015 in Sunnyvale, Kalifornien. Im Mai 2018 verließ Garfield „G-Buck“ Buckley (ehemaliges Gründungsmitglied) die Band aus familiären Gründen – als Nachfolger stieß Sean Simmonds zur Band.
Durch eine Mini-Tournee und einen Auftritt bei Wetten, dass..? erlangten die jungen Sänger in Deutschland größere Bekanntheit. 2006 hatten sie mit dem Titel Feel It in the Air Tonight , einer Vocal-Play-Version des 1981er Hits von Phil Collins, einen eigenen Singlehit.
Zwischen dem 10. Oktober 2007 und dem 22. März 2015 spielten sie als Vorband von Michael Bublé mit 467 Konzerten vor insgesamt über vier Millionen Zuschauern weltweit. Als Bublé eine A-cappella Band für das Vorprogramm suchte, die nicht viel Platz auf der Bühne wegnimmt, unterschrieben Naturally 7 für den Europa-Teil der „Call Me Irresponsible Tour“. Aufgrund der guten Zusammenarbeit verlängerten sie den Vertrag bis zum Ende der Tour. Von 2010 bis 2012 tourten sie erneut mit Bublés „Crazy Love Tour“ und von 2013 bis 2015 waren sie fester Bestandteil der „To Be Loved Tour“. Neben ihren eigenen halbstündigen Auftritten als Vorgruppe sangen sie während Bublés Konzerten einige Lieder mit ihm zusammen.
Des Weiteren feierten sie Erfolge mit der „AIDA Night Of The Proms Tour 2012“ in Belgien, Deutschland, Luxemburg und den Niederlanden und standen zusammen mit Mick Hucknall, The Jacksons, Anastacia, Jupiter Jones, dem Orchester Il Novecento und vielen anderen Künstlern auf der Bühne.
Nachdem sie im Dezember 2012 für zwei Konzerte im Vorprogramm von Coldplay in den USA spielten, coverten sie 2013 deren Hit Fix You. 2015 sampelten sie Queens Single „Bohemian Rapsody“ mit ihrer eigenen Single „Galileo“ – damit sind sie die einzige Band, die eine derartige Freigabe von Queen erhalten haben. Im Juli 2018 hatten sie erstmals einen Auftritt beim Zelt-Musik-Festival in Freiburg im Breisgau. Im Februar 2019 gewannen Naturally 7 bei der amerikanischen Fernsehsendung „The World's Best“ die Kategorie der Musikgruppen und nahmen am Finale teil. Im Frühjahr 2023 traten Naturally 7 als Vorband von Pur bei ihrer Arena-Tour quer durch Deutschland auf und sangen dabei auch einige Songs gemeinsam, wie zum Beispiel Funkelperlenaugen. Im Herbst 2024 traten Naturally 7 als Vorband bei der Thriller Arena Tour von Sebastian Fitzek auf und unterstützten ihn während des gesamten Auftritts immer wieder akustisch. 
Naturally 7 hat auch den Spitznamen „die Band ohne Band“, da sie alle Instrumente mit ihrer Stimme nachahmen.

## Diskografie

### Alben
- 2000: Non-Fiction
- 2003: What Is It?
- 2004: Christmas… It’s a Love Story
- 2006: Ready II Fly
- 2009: Wall of Sound
- 2010: Vocal Play
- 2012: Naturally 7 – Live
- 2015: Hidden in Plain Sight
- 2017: Both Sides Now
- 2018: A Christmas Xperience
- 2020: 20/20
- 2024: @the Movies, Volume One

### Singles
- 2003: Music Is the Key (Sarah Connor feat. Naturally 7)
- 2003: Another You
- 2004: Gone with the Wind
- 2006: Close 2 You
- 2007: Feel It (In the Air Tonight)
- 2009: Wild vor Wut (Xavier Naidoo feat. Naturally 7)
- 2009: Wall of Sound
- 2010: Bitte hör nicht auf zu träumen (live) (Xavier Naidoo feat. Naturally 7 & Cassandra Steen)
- 2012: Life Goes On (Let It Go)
- 2013: Need You with Me
- 2014: Fix You
- 2015: Galileo
- 2019: All Around the Globe (mit Patric Scott)
- 2023: Stayin’ Alive

### Weitere Gastbeiträge / Kooperationen
- 2006: Christmas Medley (mit Sarah Connor; aus Christmas in My Heart)
- 2009: Stardust (mit Michael Bublé; aus Crazy Love)
- 2009: That’s Life (live) (mit Michael Bublé; aus Michael Bublé Meets Madison Square Garden)
- 2010: A New Horizon (mit Xavier Naidoo; aus dem Soundtrack zu Konferenz der Tiere)
- 2010: Soul Bossa Nostra (mit Quincy Jones, Ludacris und Rudy Currence)
- 2011: Silver Bells (mit Michael Bublé; aus Christmas)
- 2014: I Only Have Eyes for You (mit Jumaane Smith)
- 2015: Galileo (mit Queen)
- 2016: Shed a Little Light (mit The Maccabeats)
- 2016: Hello (mit Helene Fischer)
- 2017: Shape of My Heart (mit Peter Hollens)
- 2019: All Around the Globe (mit Patric Scott)
- 2023: I Wonder (mit Sarah Connor)

### Videoalben
- 2004: Naturally 7 – Live in Berlin
- 2008: Naturally 7 – Live at Montreux
- 2010: Naturally 7 – Live from Madison Square Garden
- 2012: Naturally 7 – Live in Hamburg
- 2012: Naturally 7 – Live in Snens
- 2018: Naturally 7 – Live in Berlin (Zusatz zum Album Both Sides Now)